# 王賁
王 賁（おう ほん、生没年不詳）は、中国戦国時代末期の秦の将軍。字は典。頻陽県東郷（現在の陝西省渭南市富平県の北東）の人。王翦の子。王離の父。秦王政（後の始皇帝）に仕え、魏・燕・代（趙）・斉を滅ぼして、秦の天下統一に貢献した。

## 生涯
秦王政21年（紀元前226年）、楚を攻め、楚軍を大いに破り、10余りの城を落とした。
同年、父の王翦とともに燕の首都薊（現在の北京市西南）を攻めた。秦軍は燕の太子丹の軍を打ち破り、薊を陥落させ、燕王喜を遼東に敗走させた（燕攻略）。これは『史記』秦始皇本紀の「王賁攻薊」の記述に基づくが、『史記三家註』、梁玉縄の『史記志疑』などは、「王賁攻荊（荊は楚の別称）」の誤記としており、事実、『史記』六国年表、王翦列伝ではいずれも王賁の楚攻めのみ記されている。
秦王政22年（紀元前225年）、魏を攻め、魏の首都大梁に黄河の水を引いて水攻めにした。三か月後、魏王假は降伏し、魏を滅ぼした（魏攻略）。
秦王政25年（紀元前222年）、李信と共に燕を攻めた。遼東に進軍し、燕王喜を捕え、燕を滅ぼした。さらに、代（趙の滅亡後に幽繆王の兄が代郡に逃れて樹立した政権）を攻め、代王嘉を捕え、代を滅ぼした。
秦王政26年（紀元前221年）、李信・蒙恬と共に斉を攻めた。燕から南下して、斉都の臨淄を攻撃し、斉王建を降伏させ、斉を滅ぼした（斉攻略）。かくして、秦は天下を統一した。
始皇28年（紀元前219年）、この年の始皇帝の東方巡幸に随行し、瑯琊（現在の山東省青島市黄島区）の瑯琊台刻石に息子の王離らと共に列侯通武侯としてその名が列せられる。
陳勝・呉広の乱（紀元前209年）以前に没したとされる。

## 歴史の評価

### 戦術家としての評価
王賁を「水攻めの専門家」として戦術史の文脈で言及されることが多く、大規模兵力の指揮に長け、父と同じく超大兵力作戦を成功させた名将とされます。ただし、父の王翦が「戦国四大名将」と称されるのに対し、王賁の評価はやや影に隠れがちですが、実際には独立した作戦で顕著な戦果を挙げています。

### 政治立場と処世術
父の教えを受け継ぎ、政治への関与を最小限に抑え、功績があっても権力争いを避けました。秦の統一後は急流勇退し、粛清されることなく善終した点が「知恵ある生存戦略」と評されます。この姿勢が琅邪王氏（ろうやおうし）など後世の名門家系存続の基盤となりました。

### 限定的な史料と評価の難しさ
王賁に関する一次史料は少なく、『史記』でも父の事跡に比べ記述が簡素です。司馬遷は王翦を「徳治を勧めなかった」と批判しましたが、王賁への直接言及はほぼなく、評価は「父の陰に隠れた有能な二世将軍」という位置付けが主流です。